# اسپریتز
اسپریتز (به ایتالیایی: Spritz) نوعی کوکتل سبک برپایه شراب است که بعنوان اپریتیف یا پیش‌غذا در شمال ایتالیا کاربرد دارد.